# Formica novaeboracensis
Formica novaeboracensis é uma espécie de formiga do gênero Formica, pertencente à subfamília Formicinae.